# Dien Veenendaal-Meurs

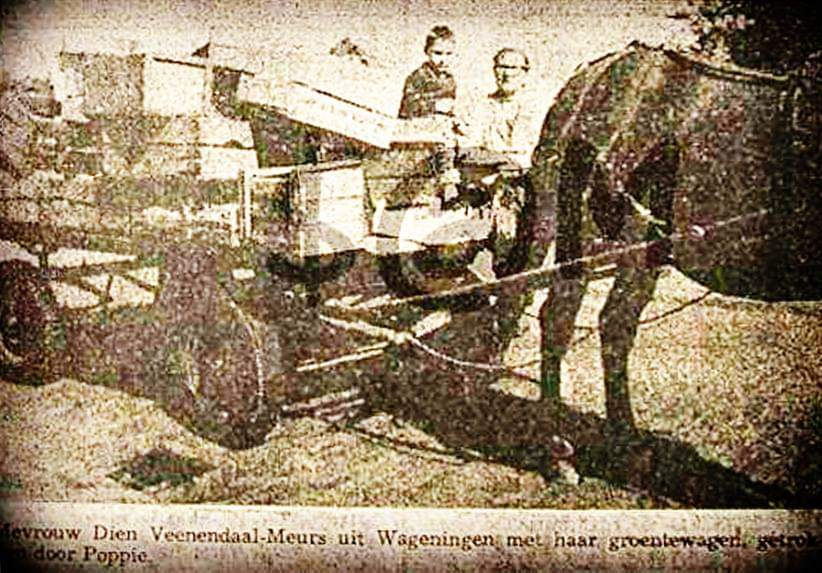
Dit is Dien Veenendaal Meurs met haar Paard Poppie

Dien Veenendaal-Meurs (Wageningen, 1901 - aldaar, 1965) was een Nederlands verzetsstrijder.
Dien had acht broers of zussen, waaronder Cornelia Jacoba Meurs, Cornelis Jacobus Meurs en Dirkje Meurs. Ze trouwde met Adrianus Veenendaal. Hun dochter Gijsbertha Veenendaal kwam op 14-jarige leeftijd om bij het bombardement op de wijk Sahara in Wageningen (Dr. Boeslaan en omgeving). In samenwerking met Kees Mulder hielp zij na de Slag om Arnhem een groep geallieerde soldaten onder te duiken. Veenendaal verborg bijvoorbeeld mensen onder het hout dat zij met haar paard en wagen moest vervoeren voor de Duitsers tot zij ze kon overdragen aan Kees Mulder.

Kranten Artikel over Dien Veenendaal Meurs